# Vad heter skeppet
Vad heter skeppet är en frikyrklig psalmtext av Fredrik Engelke utan känd tonsättare till melodin. Han diktade texten år 1874 för det femte häftet av sina utgivna Lofsånger och Andeliga Wisor i nådene.

## Publicerad som
- Onumrerad i Fredrik Engelkes Lofsånger och Andeliga Wisor i nådene, häfte nr 5, 1874
- Nr 198 i Sions Sånger 1951
- Nr 555 Sionstoner 1972
- Nr 166 i Sions Sånger 1981